# Música hausa

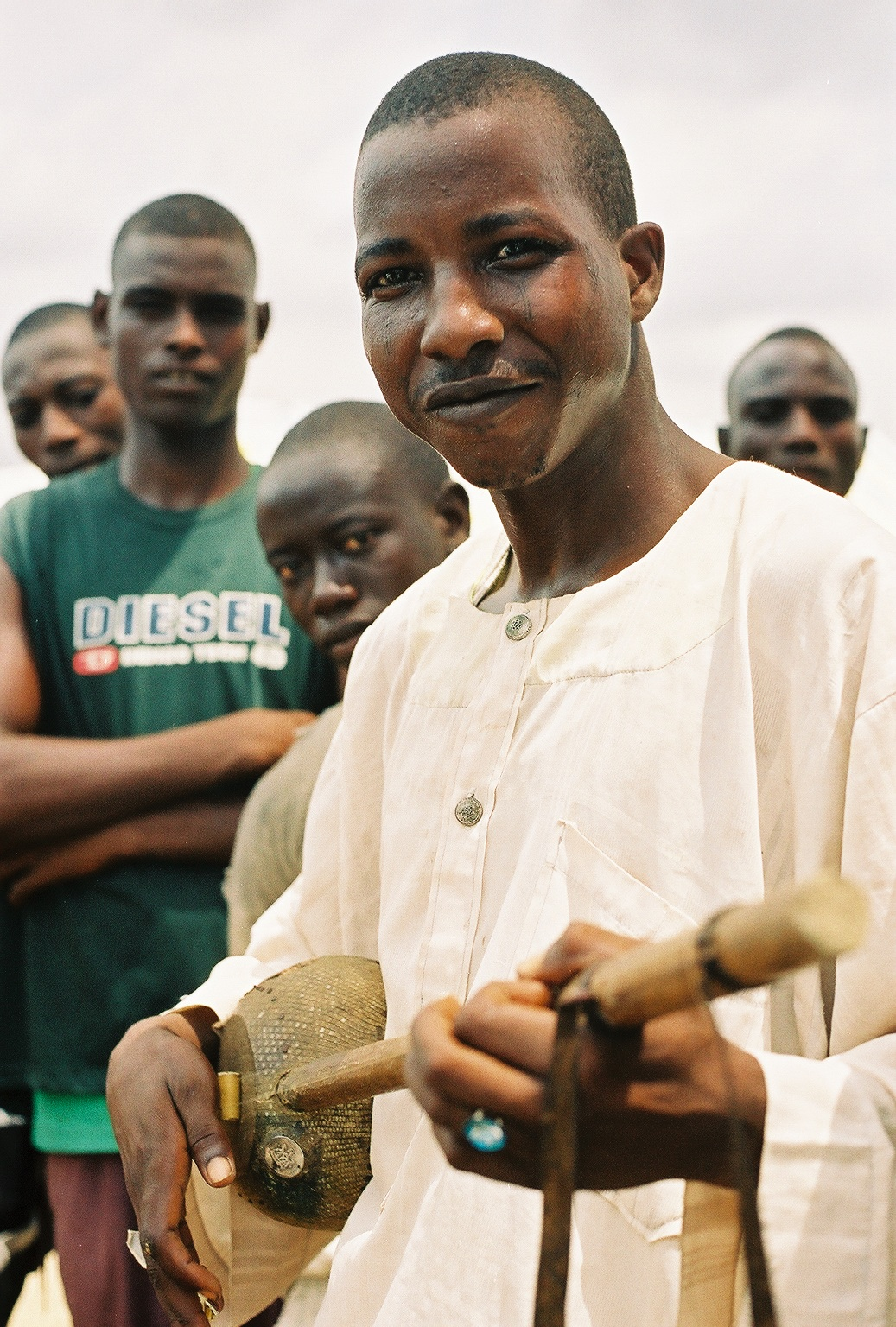
Un hausa toca un gurmi, instrumento de dos cuerdas

La música hausa es la música de los hausa, uno de los grupos étnicos más grandes en Nigeria. Su música tradicional ha desempeñado un papel importante en el desarrollo de música nigeriana. Los hausa son conocidos por contribuir con instrumentos como el goje, una viela de una o dos cuerdas. Hay dos amplias categorías de música hausa: la música tradicional rural y música urbana.
La música ceremonial (rokon fada) es realizada como un símbolo de estado, y los músicos generalmente son escogidos para fines políticos, no musicales. La música ceremonial puede ser oída en el semanal sara, una declaración de autoridad por el emir que ocurre cada jueves por la tarde.
Cantantes de góspel, como Narambad, se dedican al canto de las virtudes de un patrón, por lo general un sultán o emir. Las canciones de góspel son acompañadas por timbales y tambores habladores, con el kakakai, una especie de trompeta larga, sacadas de un instrumento usado por la caballería Songhai.
La música folclórica rural incluye los estilos que acompañan el baile de asauwara de las muchachas jóvenes y el bòòríí, el culto de trance. La música popular hausa incluye a ejecutantes como Muhamman Shata, quien canta acompañado por un grupo de tambores, Dan Maraya, que toca un laúd de una cuerda llamado kontigi, Audo Yaron Goje, que toca el goje e Ibrahim Na Habu, que toca un pequeño kukkuma.